# Stavrákia
Stavrákia, en grec moderne : Σταυράκια, est un village du dème de Héraklion, dans le district régional de Héraklion, de la Crète, en Grèce. Selon le recensement de 2011, la population de Stavrákia compte 913 habitants.
Le village est situé à une distance de 13 km de Héraklion et à une altitude de 240 m.

## Histoire
La localité de Stavrákia est mentionnée pour la première fois avec le nom casale Stavrachi (village de Stavraki) dans un document de 1248 des archives de l'église et du monastère de la commune. Ce document indique que l'archidiocèse possède un vignoble à casale Stavrachi, dont les autorités ignorent la situation. Toujours dans le même document, il est mentionné que dans le même village « il y a une vieille église en ruine, celle d'Agios Prokopíos, dont seules les fondations peuvent être vues ». Cependant, il est certain que la localité préexistait à partir de la deuxième période byzantine et peut-être de l'époque de la domination arabe, en Crète (826 - 961). Le village est également mentionné dans les contrats du notaire de Candie Benvenuto de Brixano, en 1301, avec le nom Stavrachi. Il est également mentionné dans le Catasticum ecclesiarum et monasteriorum comunis de 1320 comme un village de la localité de Paracandia, c'est-à-dire dans la zone proche de Candie, qui appartenait à l'État vénitien.

## Recensements de la population
| Recensements | 1900 | 1920 | 1928 | 1940 | 1951 | 1961 | 1971 | 1981 | 1991 | 2001 | 2011 |
| ------------ | ---- | ---- | ---- | ---- | ---- | ---- | ---- | ---- | ---- | ---- | ---- |
| Population   | 575  | 797  | 771  | 911  | 902  | 897  | 658  | 622  | 639  | 697  | 913  |